# Прыйма, Владимир
Владимир Иванович Прыйма (укр. Володимир Іванович Прийма; 17 июля 1906, д. Страдч, около города Яворова — 26 июня 1941, Страдч, Львовская область, СССР) — блаженный Украинской греко-католической церкви, мученик, руководитель приходского церковного хора.

## Биография
Окончил школу для регентов, которая находилась на попечении митрополита Андрея Шептицкого. Был назначен регентом и директором церковного хора в деревне Страдч. Был женат и имел двух детей.
26 июня 1941 года был убит в лесу милиционерами вместе со священником Николаем Конрадом, когда они возвращались после посещения больной женщины, принявшей таинство Евхаристии.

## Прославление
27 июня 2001 года был причислен к лику блаженных римским папой Иоанном Павлом II во время его посещения Украины в 2001 году.